# Kościół św. Jana Chrzciciela w Skalbmierzu
Kościół pw. św. Jana Chrzciciela w Skalbmierzu – polski rzymskokatolicki kościół parafialny znajdujący się w Skalbmierzu, (powiat kazimierski), województwo świętokrzyskie.

## Historia

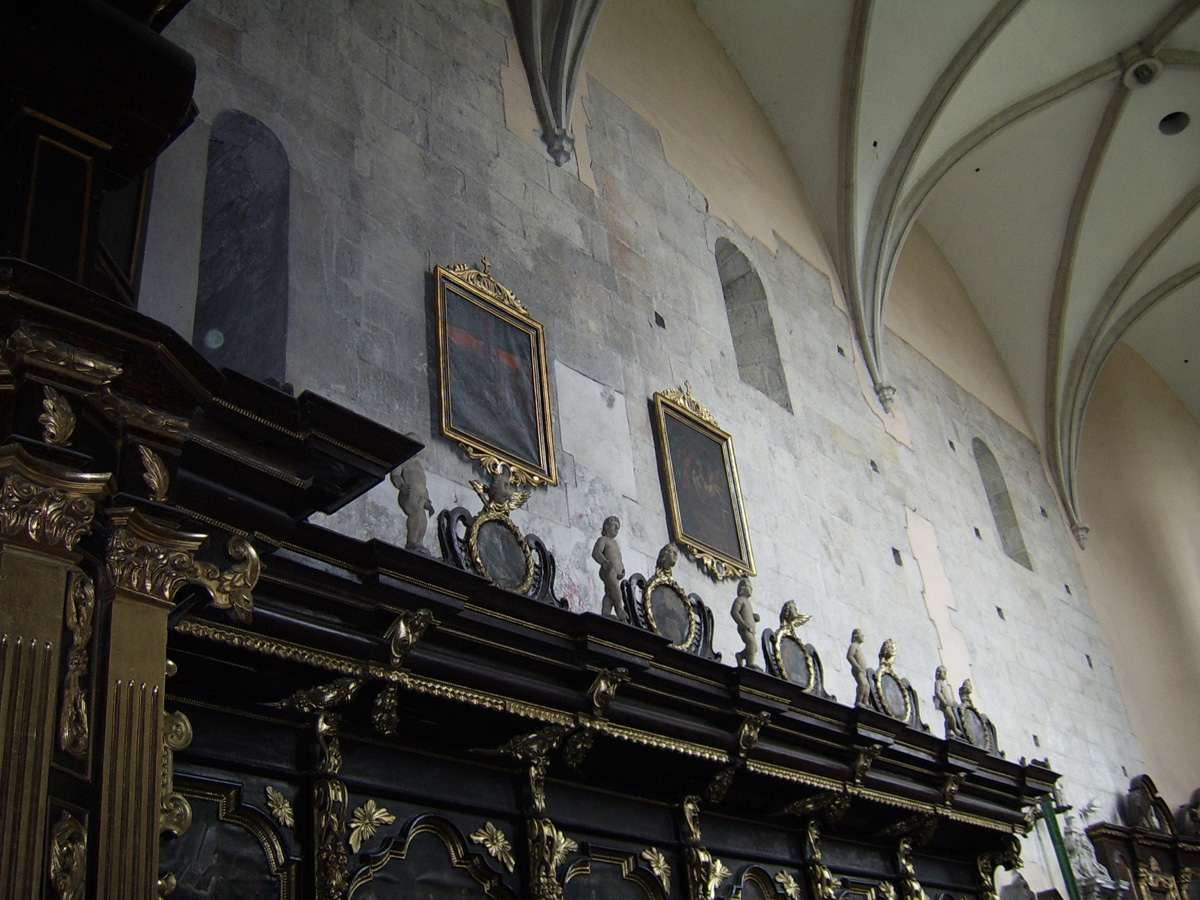
Prezbiterium z romańską ścianą XII/XIII w.

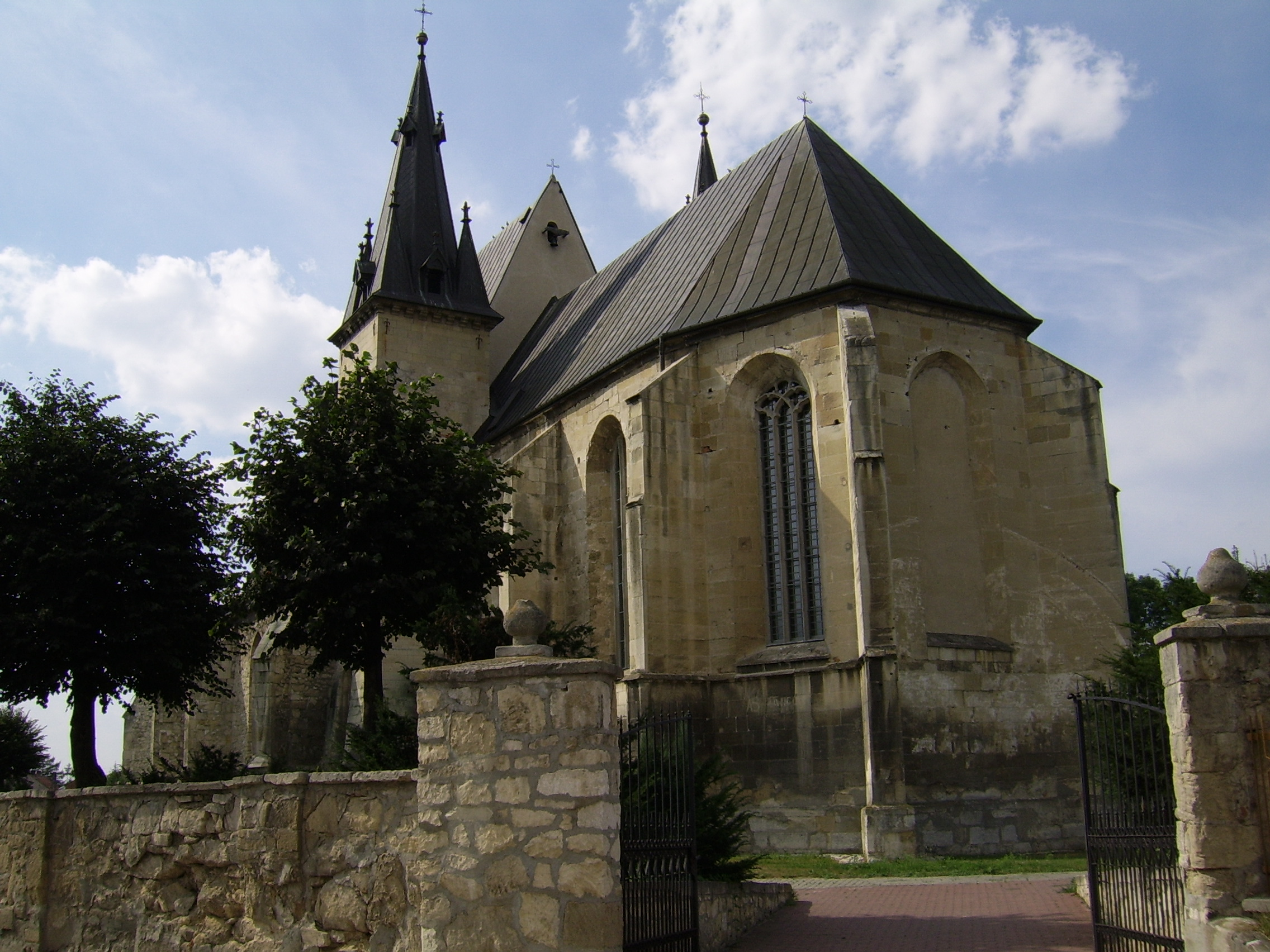
Widok na prezbiterium

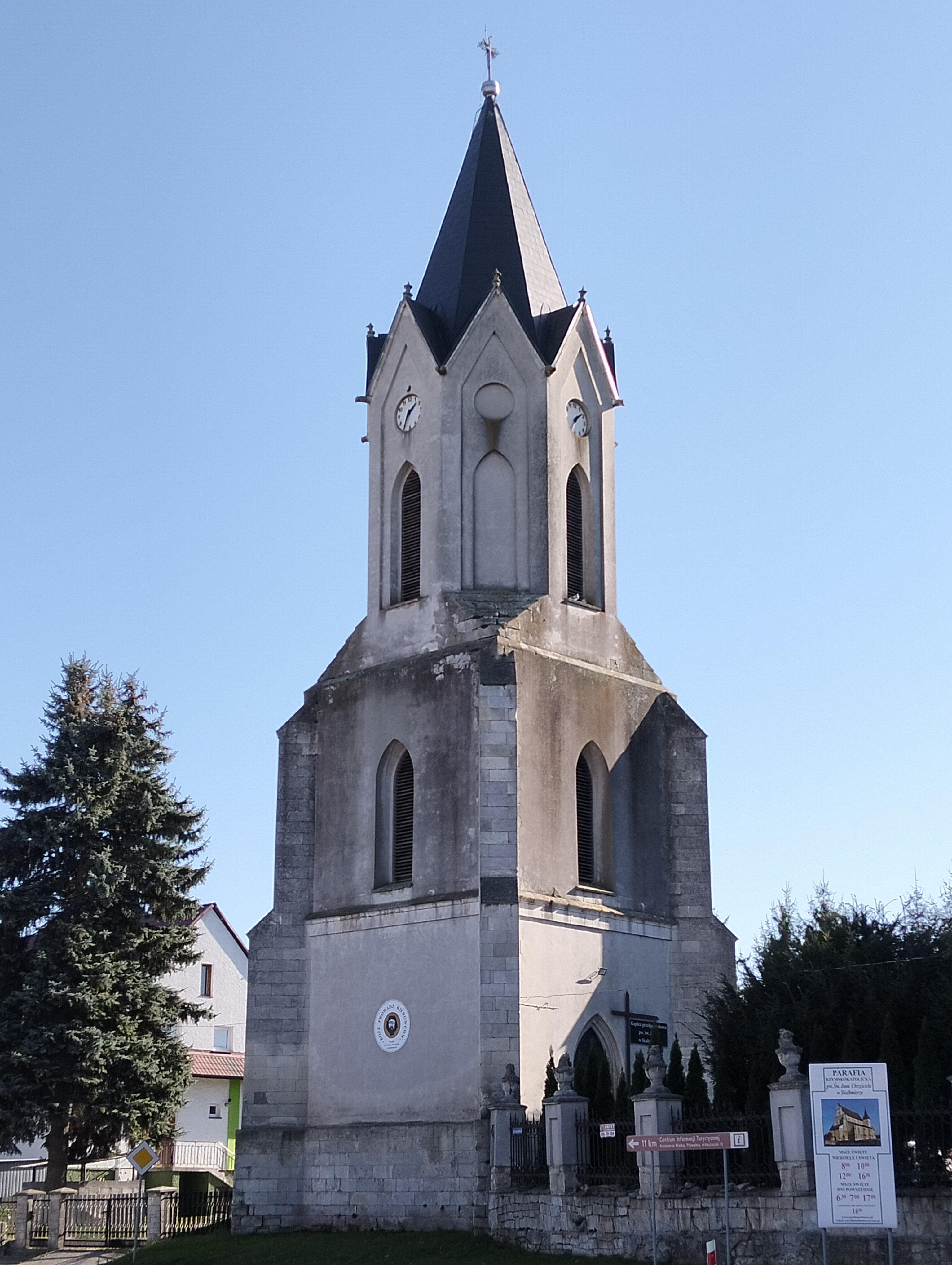
Dzwonnica

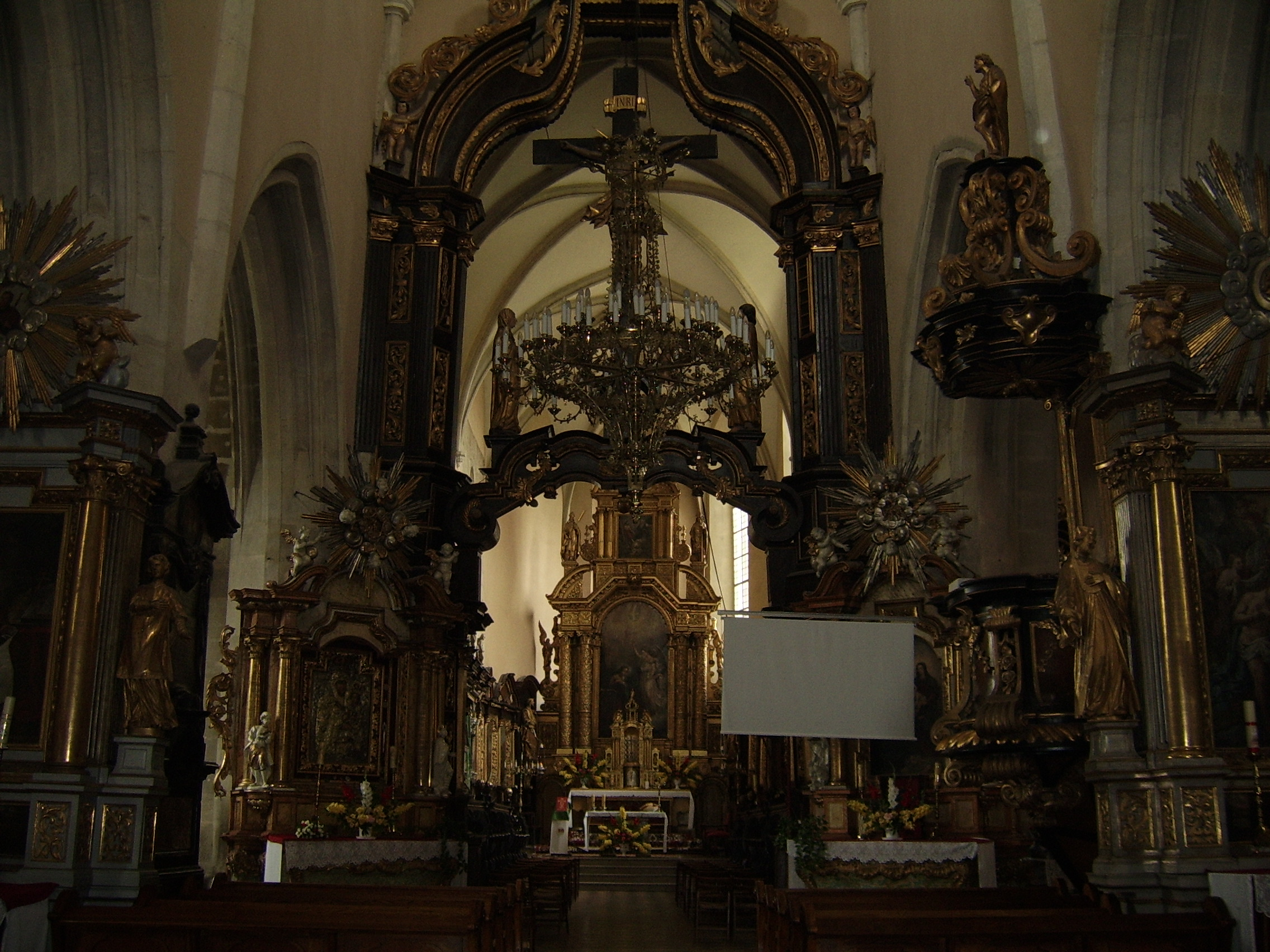
Wnętrze kościoła

Murowany kościół wzniesiony w końcu XII lub na początku XIII wieku, na pewno przed 1217 rokiem, gdyż w tym roku dokumenty wspominają Gubertusa Prepozyta Skalbmierskiego. Według tradycji fundacje kościoła przypisuje się Skarbimirowi Awdańcowi. Jednak kronikarz Jan Długosz sądził, że fundatorem romańskiej świątyni musiał być krakowski biskup. Była to budowla jednonawowa, zamknięta apsydą (w jej miejscu widnieje dziś trapezowe zamknięcie gotyckie z przyporami) i dwiema czworobocznymi wieżami od strony zachodniej, miała pokaźne rozmiary, wieże mierzyły przeszło 20 metrów wysokości. Kościół był przebudowany i inkastelowany w 1235 roku przez Konrada I mazowieckiego. W 1241 roku miejscowość najechali Tatarzy, zniszczyli świątynię.  

## Architektura
Obecny kościół wzniesiony został w stylu gotyckim w XV wieku, z zachowaniem pozostałości budowli romańskiej. Orientowany, murowany z kamienia, nietynkowany. Kronikarz Jan Długosz wspomina, że na miejscu dawnego kościoła, zniszczonego skutkiem wieku, za jego czasów, z ofiar złożonych przez wiernych oraz biskupów krakowskich, powstał wspaniały, nowy, murowany kościół. Budowany w dwóch fazach: nawy w I połowie XV wieku, a pod koniec XV wieku wydłużone – prezbiterium. W czasie budowy wzorowano się na typowych rozwiązaniach stosowanych w krakowskich kościołach gotyckich. Pozostałością pierwotnego romańskiego kościoła z przełomu XII i XIII wieku są: dwie wieże, zachodnia część prezbiterium i dolna część południowej ściany prezbiterium. Nawa główna z nawami bocznymi stanowią kwadrat. W każdej nawie są trzy przęsła. Prezbiterium równej szerokości z nawą główną. Obecne sklepienia naw z wieku XVII kolebkowo-krzyżowe, dla których wykorzystano pierwotne żebra przyścienne z XV wieku, sklepienie prezbiterium krzyżowo-żebrowe oryginalne gotyckie. Na przełomie XV i XVI stulecia od północy do prezbiterium dostawiono wysoką, dwuprzęsłową zakrystię oraz skarbczyk. Od strony północnej i południowej wznoszą się dwie wieże czworoboczne i czterokondygnacyjne, nieco podwyższone w II połowie XIX wieku z neogotyckimi hełmami. Portale: z kruchty północnej do nawy bocznej gotycki z I połowie wieku XV, ostrołukowy, o szerokich, bogato profilowanych ościeżach; z prezbiterium do zakrystii portal wczesnobarokowy z 1 połowy XVII wieku, marmurowy prostokątny. W XVII wieku do elewacji frontowej dobudowano nowy barokowy szczyt fasady, nad wejściem głównym umieszczono rzeźby przedstawiające postacie świętych.

## Wnętrze

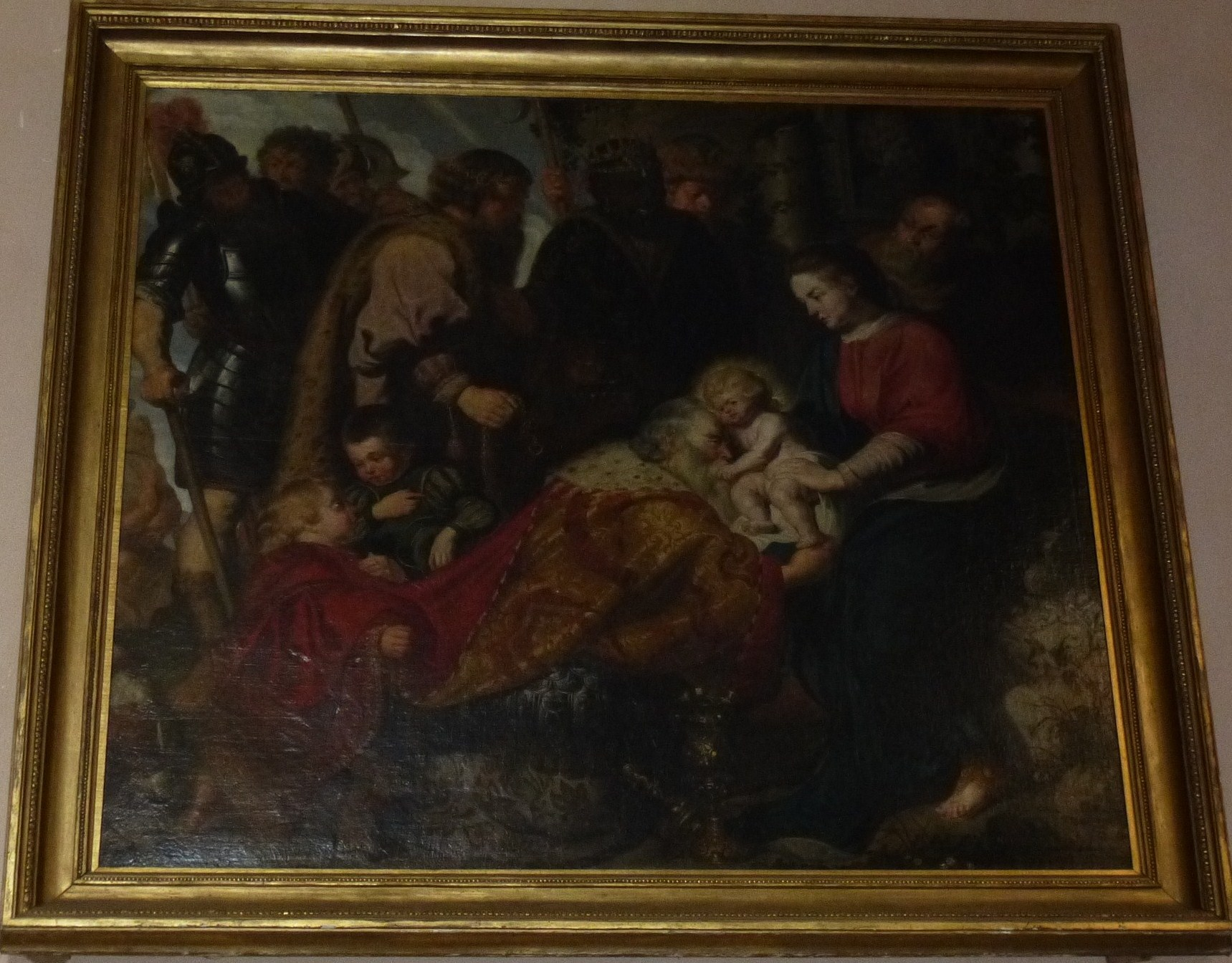
Obraz Jakuba Jordaensa lub jego warsztatu „Pokłon Trzech Króli”

Wystrój wnętrza kościoła głównie barokowy z XVII, XVIII wieku. Główny ołtarz pochodzi z 1908 roku i został wykonany na wzór dawnego barokowego z 1626 roku spalonego w 1906 roku. Obraz w głównym ołtarzu wykonany przez Aleksandra Mroczkowskiego w 1909 roku przedstawia Zwiastowanie. W kościele zachowało się osiem barokowych i rokokowych ołtarzy bocznych. Belka tęczowa z końca XVII wieku składa się z dwustronnego krzyża, po bokach figury Matki Bożej Bolesnej i św. Jana. Stelle po obu stronach prezbiterium wczesnobarokowe z połowy XVII wieku przedstawiające sceny z życia św. Jana Chrzciciela. W prezbiterium od strony południowej, na początku stall znajduje się renesansowa ławka przełożonego kolegiaty wykonana w 1592 roku. Ambona z połowy XVIII wieku. Na ścianach prezbiterium znajdują się napisy łacińskie, nazwiska i data 1556. Zachowane epitafia z XV–XX wieku. W kościele na ścianie południowej znajduje się obraz flamandzkiego malarza Jakuba Jordaensa lub jego warsztatu – „Pokłon Trzech Króli” z I połowy XVII wieku.

## Małopolska Droga św. Jakuba
Kościół znajduje się na odnowionej trasie  Małopolskiej Drogi św. Jakuba z Sandomierza do Tyńca, która to jest odzwierciedleniem dawnej średniowiecznej drogi do Santiago de Compostela i związana jest z pielgrzymowaniem do grobu św. Jakuba.